# Nops sublaevis
Nops sublaevis là một loài nhện trong họ Caponiidae.
Loài này thuộc chi Nops. Nops sublaevis được Eugène Simon miêu tả năm 1893.